# Bentley Continental GT
O Bentley Continental GT é um grand tourer de duas portas com capacidade para 4 passageiros lançado em 2003 como substituto do Continental R e Continental T. É equipado com um motor W12 bi-turbo de 552 cavalos, sendo o primeiro motor de 12 cilindros na história da marca. Uma curiosidade do modelo é ter o maior disco de freio de um modelo de série em produção.

## Origem
Em 1994, a Rolls-Royce Motors, que na altura era proprietária da marca Bentley, apresentou um concept car descapotável no Salão Automóvel de Genebra - o Concept Java. O automóvel foi concebido para ser um Bentley mais pequeno e mais acessível, mas ainda assim exclusivo, de modo a manter a integridade da marca. O objetivo era apelar a uma nova gama de potenciais compradores e aumentar o volume de vendas da Rolls-Royce. Na altura, o atual Bentley Continental R custava £180.000 no Reino Unido, ao alcance de um mercado muito seleto, vendendo apenas 200-300 unidades por ano. O Concept Java nunca chegou a ser produzido na forma apresentada em 1994, embora tenham sido fabricados 13 automóveis para o Sultão do Brunei. No entanto, o Bentley Continental GT concretizou o conceito do Java como um Bentley mais acessível, fabricado em volumes muito maiores. Embora o estilo exterior seja diferente, o design do painel de instrumentos foi claramente influenciado pelo Java.   

## Continental GTC
A versão conversível do Continental GT, o Continental GTC, foi apresentada em setembro de 2005. Junto com a segunda geração do Bentley Azure, o GTC forma a dupla de modelos conversíveis da Bentley.

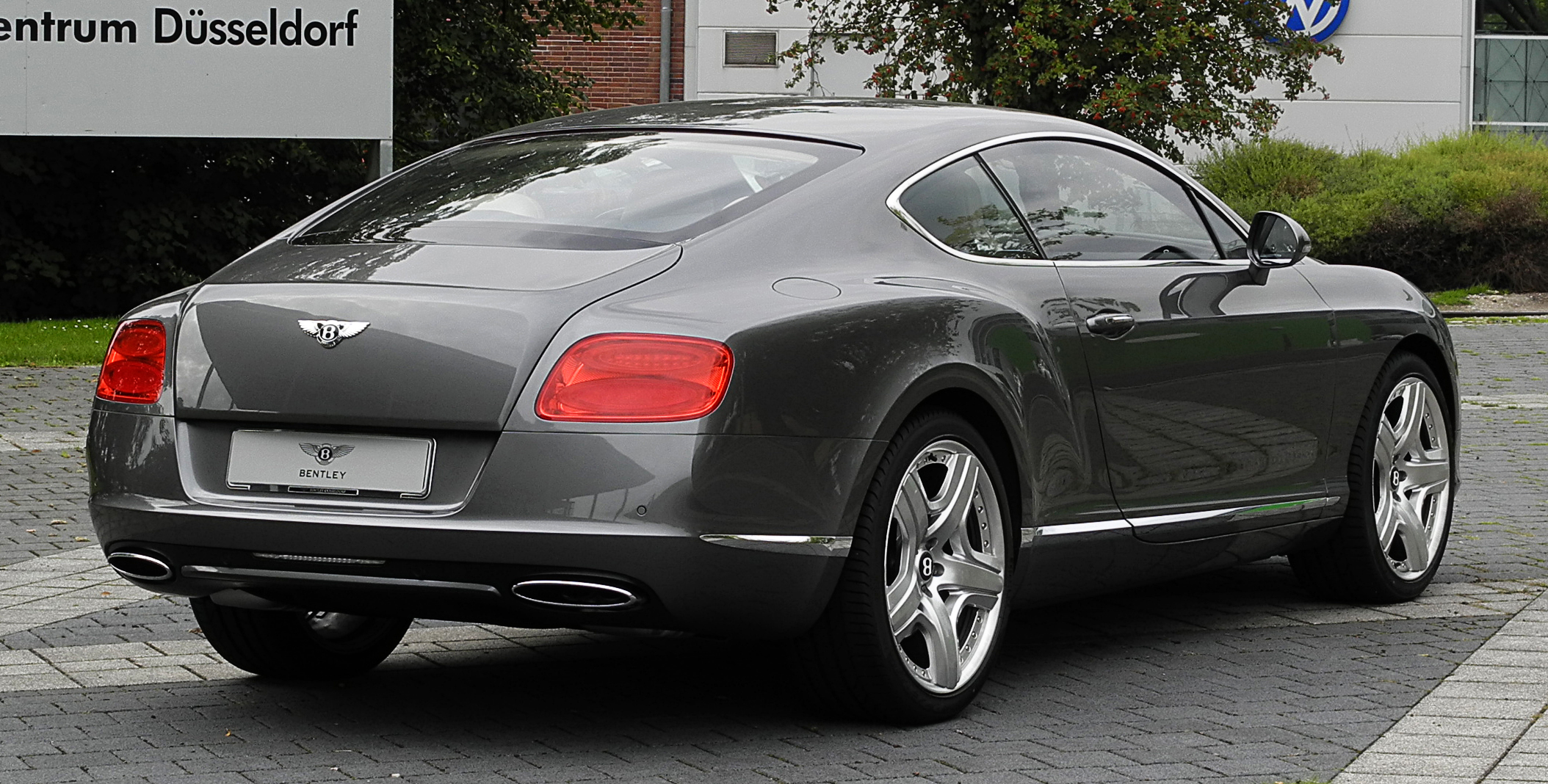
Traseira do modelo
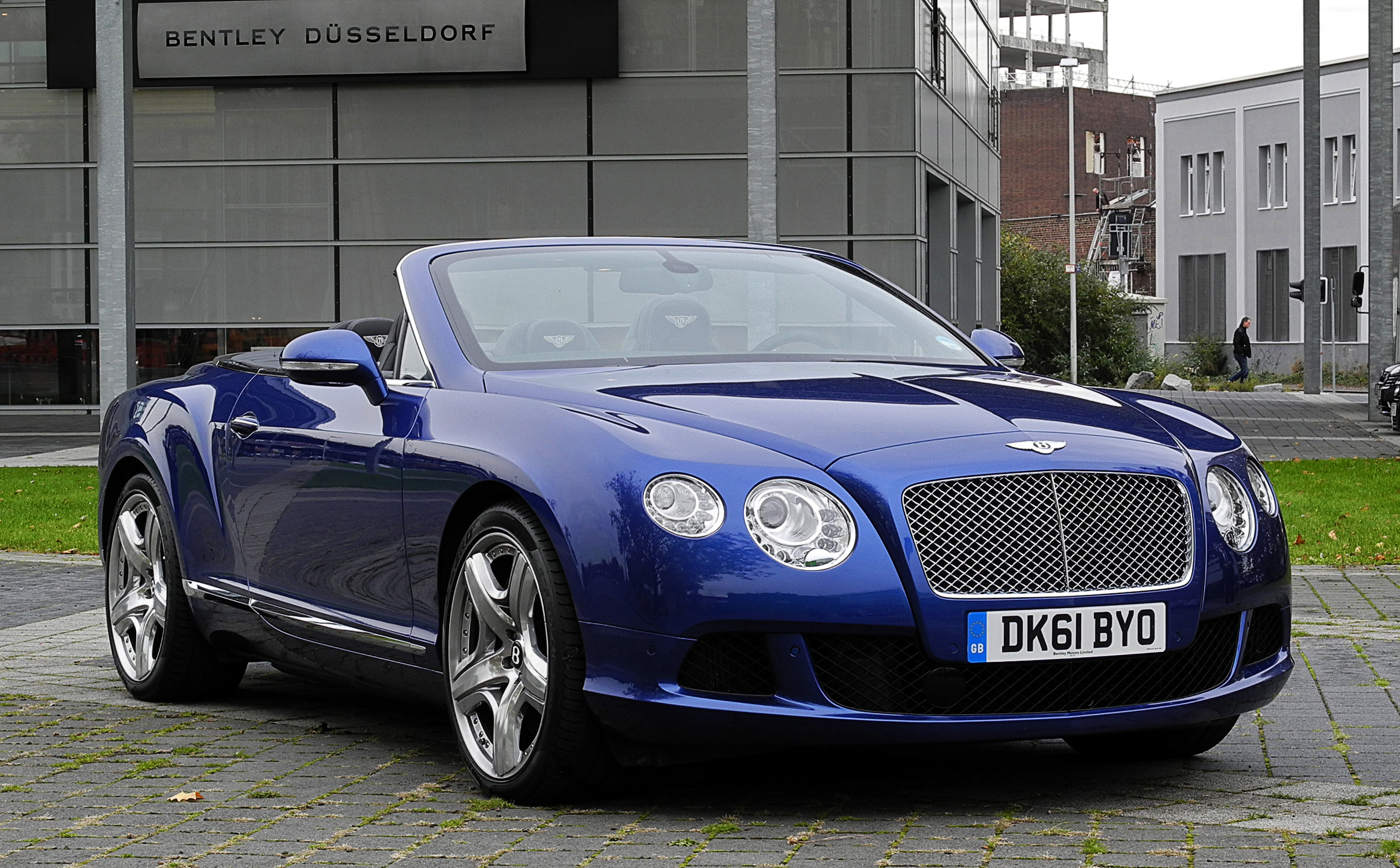
Continental GTC
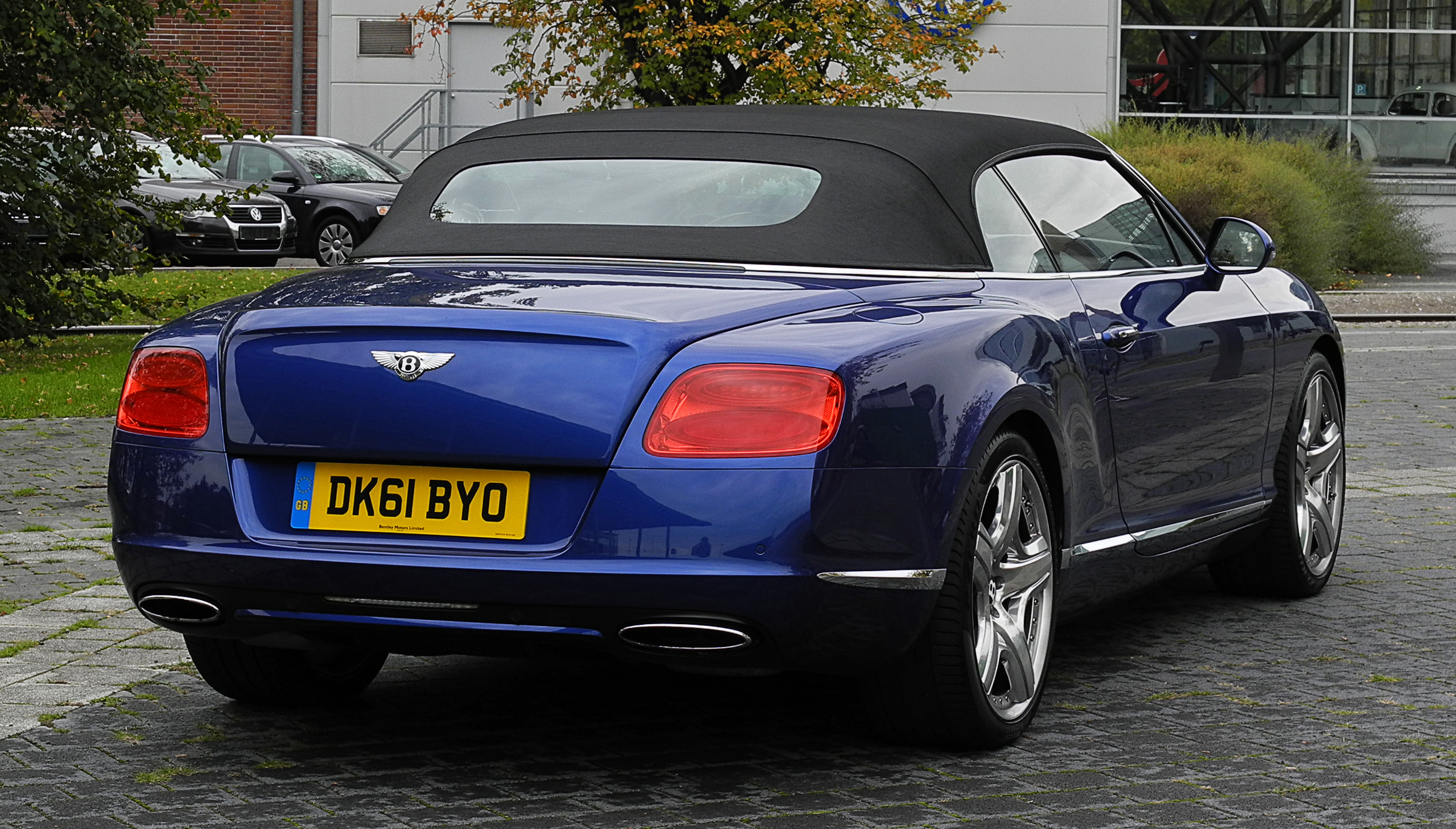
Traseira do Continental GTC